# Chiesa di San Lorenzo Martire (Serramazzoni)
La chiesa di San Lorenzo Martire è la parrocchiale di Riccò (o Farneta di Riccò), frazione del comune italiano di Serramazzoni, in provincia di Modena. Appartiene al vicariato di Serramazzoni nell'arcidiocesi di Modena-Nonantola. Il primitivo luogo di culto risaliva al XIII secolo.

## Storia

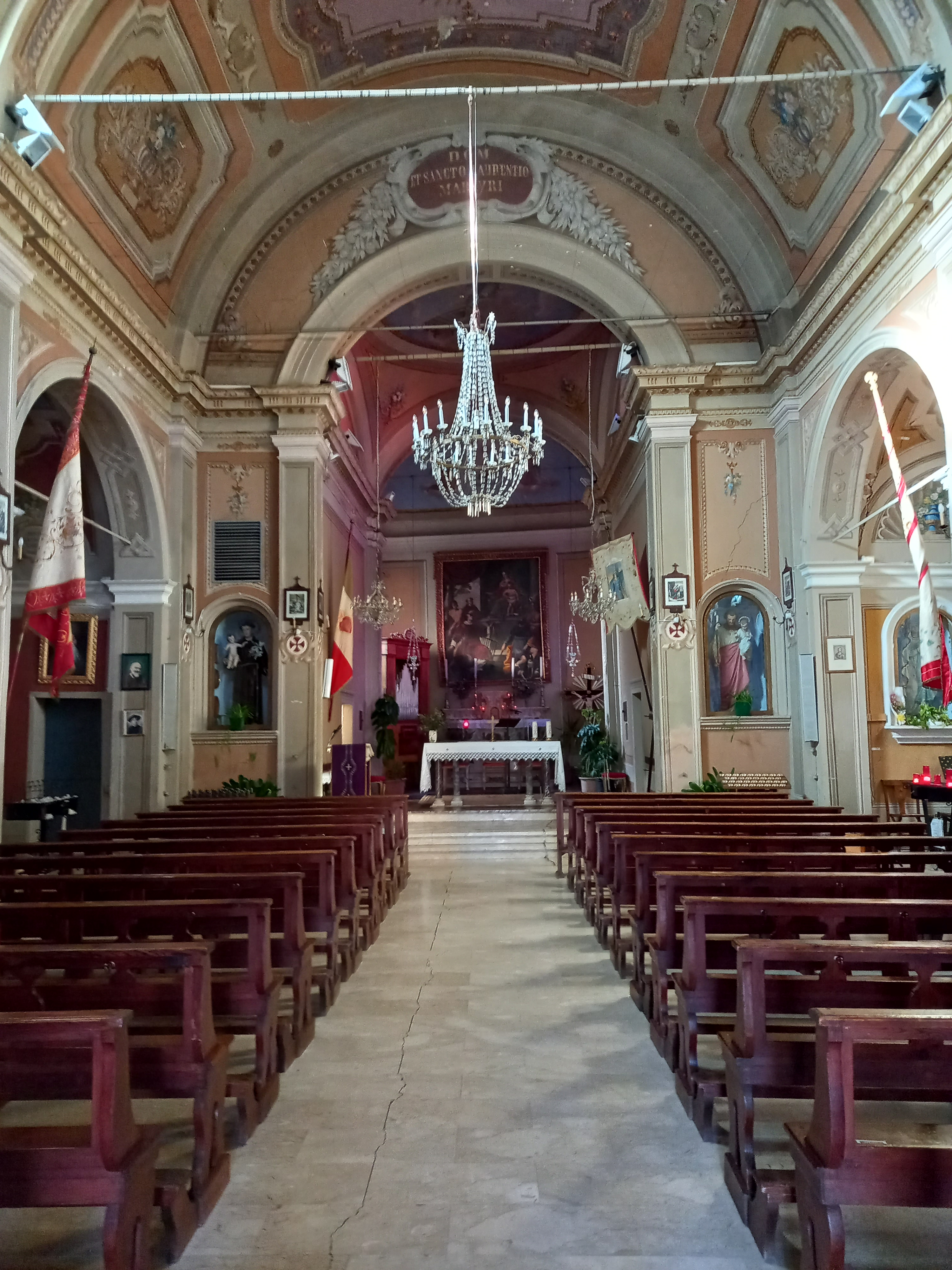
Interno

Il primitivo luogo di culto a Riccò, borgo molto isolato poi divenuto Riccò Vecchio, era già presente nel XIII secolo ed apparteneva al gruppo di chiese dipendenti dalla pieve di Rocca Santa Maria. Altre antiche citazioni della chiesa risalgono al XVI secolo. Dopo la metà del XVIII secolo l'edificio ormai vecchio mostrava anche problematiche legate alla sua stabilità strutturale. Si pensò all'inizio di ricostruirlo, poi prevalse l'idea di spostare la sede parrocchiale nell'oratorio dedicato a San Rocco a Farneta. La località di Farneta in seguito assunse pertanto la denominazione di Riccò. Tale località del resto iniziò a rivestire una certa importanza trovandosi sulla via Vandelli, strada già percorribile in quel periodo e che collegava il modenese con la Toscana. La località, sino ad allora denominata Riccò, divenne Riccò Vecchio e la primitiva chiesa venne demolita pochi anni dopo. La nuova chiesa in origine fu di dimensioni limitate e fu necessario eseguire lavori per adattarla e renderla più sicura. Venne così ampliata. Era dotata di tre altari, il 20 aprile 1750 divenne sede di un arciprete e fu elevata a dignità di chiesa parrocchiale l'8 dicembre 1775. Nella seconda metà del XIX secolo l'edificio fu oggetto di importanti lavori di restauro e ampliamento. Nuovi interventi strutturali vennero realizzati nel primo dopoguerra del XX secolo e nel 1927 l'antico campanile venne innalzato. La nuova canonica fu costruita nel 1968 e due anni dopo vennero riviste sia le fondamenta sia la pavimentazione interna. Verso la fine del secolo l'oculo in facciata venne dotato di un nuovo serramento in vetro policromo con la raffigurazione della Sacra Famiglia.

## Descrizione

### Esterni
La chiesa si trova a Riccò, frazione di Serramazzoni, in provincia di Modena. Mostra orientamento verso nord e la facciata a capanna è semplice, con muratura in pietra a vista. Il portale di accesso è architravato, sovrastato in asse da una piccolissima nicchia sovrastante e più in alto dal grande oculo con vetrata policroma. La torre campanaria si alza in posizione arretrata sulla sinistra e la cella si apre con quattro finestre a bifora. La copertura del tetto è in coppi di laterizio.

### Interni
La navata interna è unica, ma ampliata da due cappelle laterali per ogni lato. L'arco trionfale che fa accedere al presbiterio è fiancheggiato da due nicchie con statue. La navata ha copertura con volta a botte mentre nel presbiterio la copertura è una volta a vela. L'adeguamento liturgico del presbiterio è stato realizzato tra il 1980 e il 1990 e in tale occasione si è conservato anche l'altare maggiore originale.